# Артеменко Михайло Вікторович
Михайло Вікторович Артеменко (27 грудня 1984, Миколаїв, Українська РСР — 4 липня 2016, Красногорівка, Мар'їнський район, Донецька область, Україна) — солдат Збройних сил України, учасник війни на сході України (128-ма окрема гірсько-піхотна бригада).
Загинув унаслідок обстрілу позицій бригади в районі Красногорівка — Піски (Донецька область).
По смерті залишились мати.
Похований у місті Миколаїв на міському кладовищі біля с. Мішково-Погорілове..

## Нагороди
Указом Президента України № 23/2017 від 3 лютого 2017 року «за особисту мужність, виявлену у захисті державного суверенітету та територіальної цілісності України, самовіддане виконання військового обов'язку» нагороджений орденом «За мужність» III ступеня (посмертно).